# Dicarinella
Dicarinella es un género de foraminífero planctónico de la subfamilia Globotruncaninae, de la familia Globotruncanidae, de la superfamilia Globotruncanoidea, del suborden Globigerinina y del orden Globigerinida. Su especie tipo es Praeglobotruncana indica. Su rango cronoestratigráfico abarca desde el Cenomaniense superior hasta el Santoniense (Cretácico superior).

## Descripción
Dicarinella incluía especies con conchas trocoespiraladas, de forma biconvexa; sus cámaras eran inicialmente globulares y finalmente hemiesféricas u ovaladas truncadas, y seleniformes en el lado espiral; sus suturas intercamerales eran curvas, niveladas o ligeramente elevadas en el lado espiral (carenas circumcamerales), y curvas e incididas en el lado umbilical; su contorno ecuatorial era lobulado; su periferia era truncada y bicarenada, con las dos carenas poco desarrolladas separadas por una banda imperforada estrecha; su ombligo era amplio; su abertura principal era interiomarginal, umbilical-extraumbilical, protegida por un pórtico; presentaban pared calcítica hialina, macroperforada, con la superficie finamente pustulada.

## Discusión
Clasificaciones posteriores han incluido Dicarinella en la familia Globotruncanellidae y en la superfamilia Globigerinoidea. Algunas clasificaciones lo han incluido en la subfamilia Concavatotruncaninae, de la familia Hedbergellidae, de la superfamilia Rotaliporoidea. Otras clasificaciones lo han incluido en la subfamilia Marginotruncaninae de la familia Marginotruncanidae.
Algunos autores consideraron que Dicarinella tenía un estatus incierto, debido a que el holotipo de su especie tipo no está disponible para examinarlo y la distribución estratigráfica propuesta para esta especie resultaba dudosa. Dado el estatus incierto de esta especie, otros autores sugirieron sustituirlo por Dicarinella hagni, la cual parece ser morfológicamente similar a Dicarinella indica. Sin embargo, según al ICZN, la sustitución de la especie tipo original de un género no está permitido, así que el género debe considerarse como irreconozible a partir de su especie tipo. No obstante, el nombre Dicarinella es utilizado corrientemente por los especialistas y se han identificado ejemplares similares al holotipo de Dicarinella indica, por lo que algunos autores aconsejan continuar considerando al género como un taxón válido.

## Paleoecología
Dicarinella incluía especies con un modo de vida planctónico, de distribución latitudinal cosmopolita, preferentemente subtropical a templada, y habitantes pelágicos de aguas intermedias (medio mesopelágico superior).

## Clasificación
Dicarinella incluye a las siguientes especies:
- Dicarinella algeriana †
- Dicarinella asymetrica †
- Dicarinella concavata †
- Dicarinella hagni †
- Dicarinella imbricata †
- Dicarinella primitiva †

Otras especies consideradas en Dicarinella son:
- Dicarinella baissunensis †
- Dicarinella canaliculata †, aceptado como Marginotruncana canaliculata
- Dicarinella carinata †
- Dicarinella elata †
- Dicarinella indica †
- Dicarinella jekeliana †
- Dicarinella longoriai †
- Dicarinella radwanskae †
- Dicarinella robinsoni †
- Dicarinella sigali †, considerada como Marginotruncana sigali
- Dicarinella sudetica †
- Dicarinella takayanagii †